# John Astin
John Allen Astin, conhecido como John Astin (Baltimore, 30 de março de 1930), é um ator norte-americano, mais conhecido por interpretar Gomez Addams na série A Família Addams, além de outros papéis marcadamente excêntricos.

## Biografia

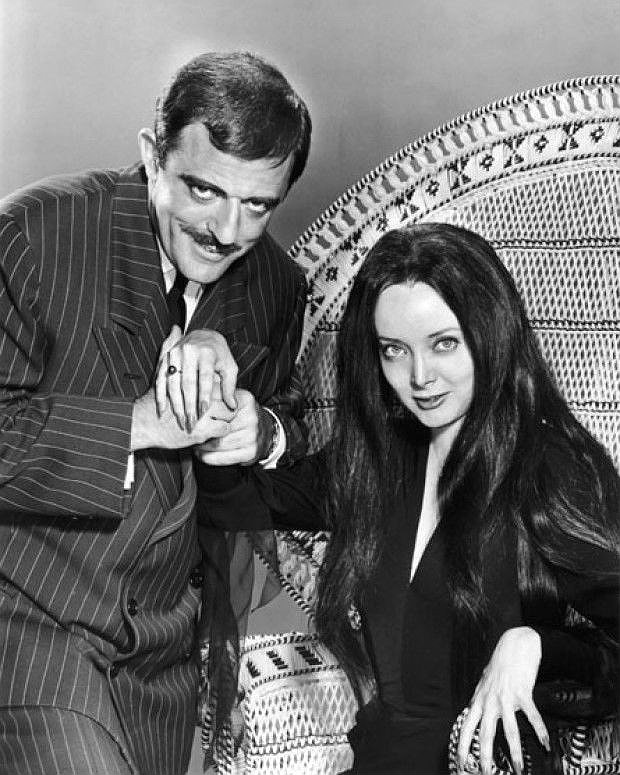
Astin e Carolyn Jones nos papéis de Gomez e Mortícia Addams na série The Addams Family, 1964.

Nasceu em Baltimore, Maryland, e estudou matemática na Universidade Johns Hopkins. Apareceu em numerosos filmes e shows de TV.
John Astin começou no teatro e trabalhou como narrador de comerciais. Seu primeiro grande trabalho veio num pequeno mas memorável papel em West Side Story em 1961. Poucos anos depois estreou na série de TV A Família Addams como Gomez Addams, o chefe-de-família da macabra família.
Ele continuou seu trabalho, aparecendo em "Killer Tomatoes" como Professor Gangreen. Ele também fez "Edgar Allan Poe: Once Upon a Midnight", escrito por Paul Day Clemens e Ron Magid.
Ele tem três filhos, David, Allen e Tom, com sua primeira mulher, Suzanne Hahn, e dois filhos Sean e Mackenzie, os dois atores, com sua segunda mulher Patty Duke. Sean não é seu filho biológico, mas John adotou-o legalmente. Atualmente, John está casado com Valerie Ann Sandobal.

## Filmografia parcial
| Ano       | Título                                 | Papel                                  | Observações                                              |
| --------- | -------------------------------------- | -------------------------------------- | -------------------------------------------------------- |
| 1957      | Studio One                             | Repórter                               | Episódio: The Night America Trembled                     |
| 1958      | The Kiss                               | —                                      | Curta-metragem                                           |
| 1960      | The Pusher                             | Detetive                               |                                                          |
| 1960      | Maverick                               | Joe Lambert                            | Episódio: The Town That Wasn't There                     |
| 1960      | General Electric Theater               | Harlow                                 | Episódio: Strictly Solo                                  |
| 1960      | Peter Loves Mary                       | Joe                                    | Episódio: Wilma's Phantom Lover                          |
| 1961      | Shirley Temple's Storybook             | —                                      | Episódio: The Terrible Clockman                          |
| 1961      | Michael Shayne                         | Mr.Woods                               | Episódio: Four Lethal Ladies                             |
| 1961      | The Twilight Zone                      | Charlie                                | Episódio: A Hundred Yards Over the Rim                   |
| 1961      | Harrigan and Son                       | Benson                                 | Episódio: Roommates                                      |
| 1961      | The Asphalt Jungle                     | Arnold Penn                            | Episódio: The Scott Machine                              |
| 1961      | The Donna Reed Show                    | Eric                                   | Episódio: Mouse at Play                                  |
| 1961      | West Side Story                        | —                                      |                                                          |
| 1961      | Outlaws                                | Pete                                   | Episódio: My Friend, the Horse Thief                     |
| 1961      | Hennesey                               | —                                      | Episódio: Remember Pearl Harbor                          |
| 1962-1963 | I'm Dickens, He's Fenster              | Harry Dickens                          | 32 episódios                                             |
| 1962      | Checkmate                              | Jim Poole                              | Episódio: The Yacht-Club Gang                            |
| 1962      | Hazel                                  | Hal Gordon                             | Episódio: The Investment Club                            |
| 1962      | 87th Precinct                          | Cassidy                                | Episódio: King's Ransom                                  |
| 1962      | Dennis the Menace                      | —                                      | Episódio: A Quiet Evening                                |
| 1962      | The Gertrude Berg Show                 | Dr. Carmichael                         | Episódio: The Bird                                       |
| 1962      | Ben Casey                              | Nat Morris                             | Episódio: Preferably, the Less-Used Arm                  |
| 1962      | 77 Sunset Strip                        | Martin Grosch                          | Episódio: Dress Rehearsal                                |
| 1962      | That Touch of Mink                     | Mr. Everett Beasley                    |                                                          |
| 1962      | Route 66                               | 2 personagens                          | 2 episódios                                              |
| 1962      | Period of Adjustment                   | Smoky Anderson                         |                                                          |
| 1962      | Billy Rose's Jumbo                     | —                                      |                                                          |
| 1963      | The Greatest Show on Earth             | Bartley                                | Episódio: An Echo of Faded Velvet                        |
| 1963      | The Wheeler Dealers                    | Hector Vanson                          |                                                          |
| 1963      | Move Over, Darling                     | Clyde Prokey                           |                                                          |
| 1964-1966 | A Família Addams                       | Gomez Addams                           | 64 episódios                                             |
| 1964      | The Farmer's Daughter                  | Joe Hastings                           | Episódio: Bless Our Happy Home                           |
| 1964      | Destry                                 | Pete Daley                             | Episódio: The Infernal Triangle                          |
| 1966      | Occasional Wife                        | Frank Maston                           | Episódio: I Do, We Don't                                 |
| 1966      | Star Trek                              | Capt. John Daley                       | Episódio: The Conscience of the King                     |
| 1967      | The Wild Wild West                     | Nikolai Sazanov                        | Episódio: The Night of the Tartar                        |
| 1967      | Batman                                 | Riddler                                | 2 episódios                                              |
| 1967      | The Pruitts of Southampton             | Rudy Pruitt                            | 5 episódios                                              |
| 1967      | Hey, Landlord                          | Emile Kuchek                           | Episódio: Czech Your Wife, Sir?                          |
| 1967      | The Spirit Is Willing                  | Dr. Frieden                            |                                                          |
| 1967      | Sheriff Who                            | Roy Slade                              |                                                          |
| 1967      | The Flying Nun                         | Lundigan                               | Episódio: Flight of the Dodo Bird                        |
| 1967      | Gunsmoke                               | Henry Haggen                           | Episódio: Hard Luck Henry                                |
| 1967      | He & She                               | Dr. Melvin Krillman                    | Episódio: The Coming-Out Party                           |
| 1968      | Death Valley Days                      | Jesse Martin                           | Episódio: The Gold Mine on Main Street                   |
| 1968      | Candy                                  | T.M. Christian/Jack Christian          |                                                          |
| 1968      | Prelude                                | —                                      | Curta-metragem                                           |
| 1969      | Bonanza                                | Abner Willoughby                       | Episódio: Abner Willoughby's Return                      |
| 1969      | Viva Max                               | Sargento Valdez                        |                                                          |
| 1970-1972 | Love, American Style                   | —                                      | 3 episódios                                              |
| 1971-1972 | Night Gallery                          | —                                      | 8 episódios                                              |
| 1971-1978 | Insight                                | —                                      | 6 episódios                                              |
| 1971      | The Odd Couple                         | Beau Buffingham                        | Episódio: Oscar's New Life                               |
| 1971      | The Doris Day Show                     | Jim Keatley                            | Episódio: The Father-Son Weekend                         |
| 1971      | The Virginian                          | Slick Driscoll                         | Episódio: Jump-Up                                        |
| 1971      | Bunny O'Hare                           | Ad                                     |                                                          |
| 1971      | Two on a Bench                         | Dr. Stanley Remington                  |                                                          |
| 1972-1973 | McMillan & Wife                        | Sykes                                  | 3 episódios                                              |
| 1972      | Evil Roy Slade                         | Evil Roy Slade                         |                                                          |
| 1972      | Every Little Crook and Nanny           | Vito Garbugli                          |                                                          |
| 1972      | Get to Know Your Rabbit                | Mr. Turnbull                           |                                                          |
| 1972      | The New Scooby-Doo Movies              | Gomez Addams                           | Episódio: Wednesday Is Missing                           |
| 1972      | Temperatures Rising                    | Russo                                  | Episódio: The Muscle and the Medic                       |
| 1972      | Wacky Taxi                             | —                                      |                                                          |
| 1973      | The Brothers O'Toole                   | Michael O'Toole                        |                                                          |
| 1974      | Skyway to Death                        | Andrew Tustin                          |                                                          |
| 1974      | The Wide World of Mystery              | Greenburg                              | Episódie: Hard Day at Blue Nose                          |
| 1974      | Only with Married Men                  | Dr. Harvey Osterman                    |                                                          |
| 1975      | The Dream Makers                       | Manny Wheeler                          |                                                          |
| 1975      | Get Christie Love!                     | Quinn                                  | Episódio: Our Lady in London                             |
| 1975      | Police Woman                           | Donny                                  | Episódio: Nothing Left to Lose                           |
| 1975      | Marcus Welby, M.D.                     | Martin Gannard                         | Episódio: Unindicted Wife                                |
| 1975      | The Bob Crane Show                     | Lowen                                  | Episódio: A Case of Misdiagnosis                         |
| 1976      | Police Story                           | Lowen                                  | Episódio: A Case of Misdiagnosis                         |
| 1976      | Phillip and Barbara                    | Phillip Logan                          |                                                          |
| 1976      | Welcome Back, Kotter                   | Mr. Gore                               | Episódio: The Museum                                     |
| 1976      | Freaky Friday                          | Mr. Andrews                            |                                                          |
| 1977-1978 | Operation Petticoat                    | Matthew Sherman                        | 23 episódios                                             |
| 1977-1980 | Captain Caveman and the Teen Angels    | —                                      | 38 episódios                                             |
| 1977      | Lanigan's Rabbi                        | Myron Kapstein                         | Episódio: Say It Ain't So, Chief                         |
| 1977      | Halloween with the New Addams Family   | Gomez Addams                           |                                                          |
| 1978-1986 | The Love Boat                          | Michael Sawyer/David P. Crothers       | 4 episódios                                              |
| 1978      | Fantasy Island                         | Charles Preston                        | 2 episódios                                              |
| 1984-1990 | Night Court                            | Buddy Ryan/Kenny                       | 11 episódios                                             |
| 1984-1995 | Murder, She Wrote                      | Harry Pierce/Fritz Randall/Ross Hayley | 5 episódios                                              |
| 1984      | The Facts of Life                      | Vito Miles                             | Episódio: The Summer of '84                              |
| 1984      | Diff'rent Strokes                      | C.W.                                   | Episódio: A Haunting We Will Go                          |
| 1984      | Simon & Simon                          | Uncle Ray Simon                        |                                                          |
| 1985-1986 | Mary                                   | Ed LaSalle                             | 13 episódios                                             |
| 1985      | Riptide                                | Baxter Bernard                         | Episódio: Baxter and Boz                                 |
| 1985      | Otherworld                             | Akin                                   | Episódio: Mansion of the Beast                           |
| 1985      | National Lampoon's European Vacation   | —                                      |                                                          |
| 1986      | Body Slam                              | Scotty                                 |                                                          |
| 1987-1988 | Webster                                | Uncle Charles                          | 2 episódios                                              |
| 1987      | St. Elsewhere                          | Kevin                                  | Episódio: Visiting Daze                                  |
| 1987      | The Charmings                          | —                                      | Episódie: The Witch Is of Van Oaks                       |
| 1987      | Teen Wolf Too                          | Dean Dunn                              |                                                          |
| 1988      | Adventures Beyond Belief               | Jack                                   |                                                          |
| 1988      | Return of the Killer Tomatoes!         | Professor Gangreen                     |                                                          |
| 1988      | Charles in Charge                      | Uncle Joe                              | Episódio: The Pickle Plot                                |
| 1988      | Mystery Magical Special                | —                                      |                                                          |
| 1989      | The Saint: The Blue Dulac              | George Lafosse                         |                                                          |
| 1989      | Night Life                             | Verlin Flanders                        |                                                          |
| 1990-1991 | Attack of the Killer Tomatoes          | Dr. Putrid T. Gangreen                 | 21 episódios                                             |
| 1990      | Gremlins 2: The New Batch              | —                                      |                                                          |
| 1991-1995 | Taz-Mania                              | Bull Gator                             | 17 episódios                                             |
| 1991      | Father Dowling Mysteries               | Manager of Gun Club                    | Episódio: The Priest Killer Mystery                      |
| 1991      | They Came from Outer Space             | Neville Nessen                         | Episódio: Sex, Lies & UFOs: Part 2                       |
| 1991      | Tales from the Crypt                   | Nelson Halliwell                       | Episódio: Top Billing                                    |
| 1991      | Killer Tomatoes Strike Back!           | Jeronahew/Professor Mortimer Gangreen  |                                                          |
| 1991      | Past Imperfect                         | Dad                                    |                                                          |
| 1992-1993 | A Família Addams                       | Gomez Addams                           |                                                          |
| 1992      | Hearts Are Wild                        | Frank Sawyer                           | Piloto                                                   |
| 1992      | Eerie, Indiana                         | Radford                                | 5 episódios                                              |
| 1992      | Killer Tomatoes Eat France!            | Professor Mortimer Gangreen            |                                                          |
| 1993-1994 | The Adventures of Brisco County, Jr    | Prof. Albert Wickwire                  | 7 episódios                                              |
| 1993      | Stepmonster                            | Ministro                               |                                                          |
| 1993      | Problem Child                          | General Pierre Habib-Johnson           | Episódio: Junior and the Dictator                        |
| 1994-1995 | Aladdin                                | Sydney                                 | 2 episódios                                              |
| 1994-1995 | Step by Step                           | George Humphries                       | 2 episódios                                              |
| 1994-1997 | Duckman: Private Dick/Family Man       | Terry Duke Tetzloff                    | 5 episódios                                              |
| 1994      | Huck and the King of Hearts            | Zach                                   |                                                          |
| 1994      | Bonkers                                | —                                      | Episódio: Stressed to Kill                               |
| 1994      | Burke's Law                            | Alexander                              | Episódio: Who Killed Alexander the Great?                |
| 1994      | Il silenzio dei prosciutti             | —                                      |                                                          |
| 1994      | Mad About You                          | —                                      | Episódio: Up All Night                                   |
| 1994      | Rebel Highway                          | Fred                                   | Episódio: Ligeiramente Grávida                           |
| 1994      | Aaahh!!! Real Monsters                 | —                                      | Episódio: Monster Make-Over/Airplane, a Wing and a Scare |
| 1995      | Harrison Bergeron                      | —                                      |                                                          |
| 1995      | The Twisted Tales of Felix the Cat     | —                                      | 6 episódios                                              |
| 1996      | The Frighteners                        | Juiz                                   |                                                          |
| 1996      | TV Quack                               | Mr. Roborson                           | Episódio: The Unusual Suspects                           |
| 1996      | The Nanny                              | Dr. Roberts                            | 2 episódios                                              |
| 1997      | Homeboys in Outer Space                | —                                      |                                                          |
| 1997      | Johnny Bravo                           | —                                      | 3 episódios                                              |
| 1997      | Pinky and the Brain                    | Grover Whalen                          | 2 episódios                                              |
| 1998-1999 | The New Addams Family                  | Grandpapa Addams                       | 2 episódios                                              |
| 1998-1999 | Recess                                 | Hank                                   | 3 episódios                                              |
| 1999      | The Thornberrys                        | —                                      | Episódio: The Great Bangaboo                             |
| 2000      | The Strip                              | Orson Bates                            | Episódio: I Wear My Sunglasses at Night                  |
| 2000      | Kid Quick                              | Kid Quick                              |                                                          |
| 2000      | Becker                                 | Richard Wilson                         | Episódio: All the Rage                                   |
| 2001      | Ginger                                 | Dave Bishop                            | 2 episódios                                              |
| 2001      | Betaville                              | Presidente Sender                      |                                                          |
| 2002      | Out of Habit                           | Reilly                                 | Curta-metragem                                           |
| 2004      | Higglytown Heroes                      | Santa Claus                            | Episódio: Twinkle's Star                                 |
| 2005      | School of Life                         | Norman Warner                          |                                                          |
| 2006      | What the Bleep!?: Down the Rabbit Hole | Dr. Quantum                            | Documentário                                             |
| 2018      | Justice League Action                  | Dudley                                 | Episódio: Captain Bamboozle                              |